# Leopoldo I del Belgio
Leopoldo I del Belgio, nome completo Leopoldo Giorgio Cristiano Federico di Sassonia-Coburgo e Gotha, in francese Leopold Georges Chrétien Frederic de Saxe Cobourg-Gotha e in tedesco Leopold Georg Christian Friedrich von Sachsen Coburg und Gotha (Coburgo, 16 dicembre 1790 – Laeken, 10 dicembre 1865), fu membro del casato dei Wettin; ebbe i titoli di principe di Sassonia-Coburgo dal 16 dicembre 1790, principe di Sassonia-Coburgo-Saalfeld dal 1805, principe di Sassonia-Coburgo-Gotha dal 1826. Fu il primo re dei Belgi, regnando dal 26 giugno 1831 al 10 dicembre 1865. Era zio materno della regina Vittoria del Regno Unito, della quale fu consigliere ed al quale la sovrana fu sempre molto legata, e zio paterno dello stesso grado anche di suo marito Alberto di Sassonia-Coburgo-Gotha, in quanto fratello del padre.
Dopo la guerra d'indipendenza greca (1821-1832), a Leopoldo fu offerta la corona di Grecia, ma rifiutò, ritenendola troppo precaria. Successivamente, però, Leopoldo accettò la sovranità del nuovo Regno del Belgio nel 1831. Il governo belga offrì il titolo a Leopoldo grazie ai suoi rapporti diplomatici con le case reali di tutta Europa, e poiché era sostenuto dall'Inghilterra e quindi non era affiliato ad altre potenze (come la Francia, che si riteneva avesse ambizioni territoriali in Belgio) che avrebbero potuto minacciare l'equilibrio europeo creato dal Congresso di Vienna del 1815.
Leopoldo prestò giuramento come Re dei Belgi il 21 luglio 1831, un evento commemorato ogni anno come "giornata nazionale belga". Il suo regno fu segnato dai tentativi dei Paesi Bassi di riconquistare il Belgio e, in seguito, dalla divisione politica interna tra liberali e cattolici. Come protestante, Leopoldo fu considerato liberale e incoraggiò la modernizzazione economica, svolgendo un ruolo importante nell'incoraggiare la creazione della prima ferrovia del Belgio nel 1835 e nella successiva industrializzazione. Come risultato delle ambiguità nella Costituzione belga, Leopoldo fu in grado di espandere leggermente i poteri del monarca durante il suo regno. Ebbe anche un ruolo importante nel fermare la diffusione delle rivoluzioni del 1848 in Belgio. Morì nel 1865 e gli succedette suo figlio Leopoldo II del Belgio.
Svolse il ruolo di mediatore in numerosi conflitti tra le grandi potenze, ricevendo il soprannome di "Nestore d'Europa". Nel corso della sua vita Leopoldo I ebbe modo di amare profondamente l'Italia per la sua cultura classica ed il suo paesaggio. Risiedette, infatti, per parte della sua vita a Villa Giulia, presso Bellagio, sua residenza sul lago di Como.

## Biografia

### Giovinezza

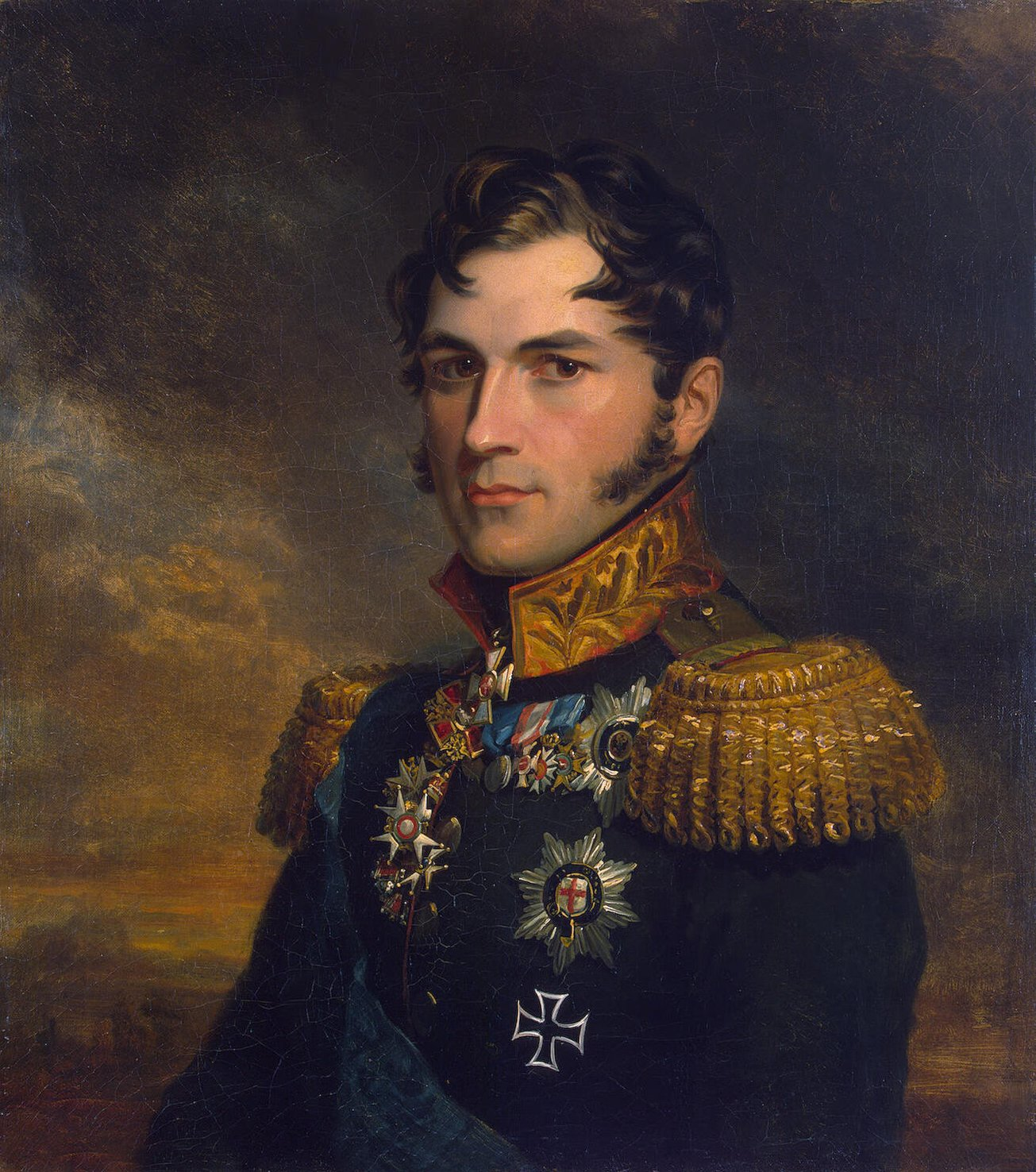
Leopoldo di Sassonia-Coburgo.

Leopoldo nacque il 16 dicembre 1790 nel Castello di Ehrenburg a Coburgo, ultimogenito maschio di Francesco Federico di Sassonia-Coburgo-Saalfeld e della moglie, Augusta di Reuss-Ebersdorf; apparteneva alla dinastia dei Sassonia-Coburgo-Saalfeld che mutò il proprio nome in Sassonia-Coburgo-Gotha quando nel 1826 cedette la città di Saalfeld al Ducato di Sassonia-Gotha-Altenburg, dal quale ottenne quella di Coburgo. Fu battezzato con i nomi Leopoldo Giorgio Cristiano Federico.
Quando aveva solo cinque anni, Leopoldo fu nominato Colonnello del Reggimento Izmaylovsky, parte della Guardia Imperiale, dell'Esercito imperiale russo.Sette anni dopo fu nominato Maggiore generale. Nel 1806 le truppe francesi invasero il Ducato sassone e di conseguenza Leopoldo si recò a Parigi, dove conobbe lo stesso Napoleone I il quale gli suggerì di unirsi all'Esercito francese, offrendogli la posizione di Aiutante di campo. Il Principe tedesco declinò l'offerta di Bonaparte, il quale aveva imposto ai principi tedeschi di militare per l'Impero russo, col quale a breve la Francia scenderà in guerra, e viaggiò fino in Russia, dove si unì alla Cavalleria imperiale russa. Militò così nelle file russe contro Napoleone e si distinse nella Battaglia di Kulm, al comando di una divisione di Corazzieri nel 1813. Affiancò lo Zar Alessandro I che entrava vittorioso a Parigi nella primavera del 1814. Nel 1815, all'età di 25 anni, Leopoldo raggiunse il grado di Tenente generale nell'Esercito imperiale russo.

### Matrimoni

#### Nozze con Carlotta di Galles

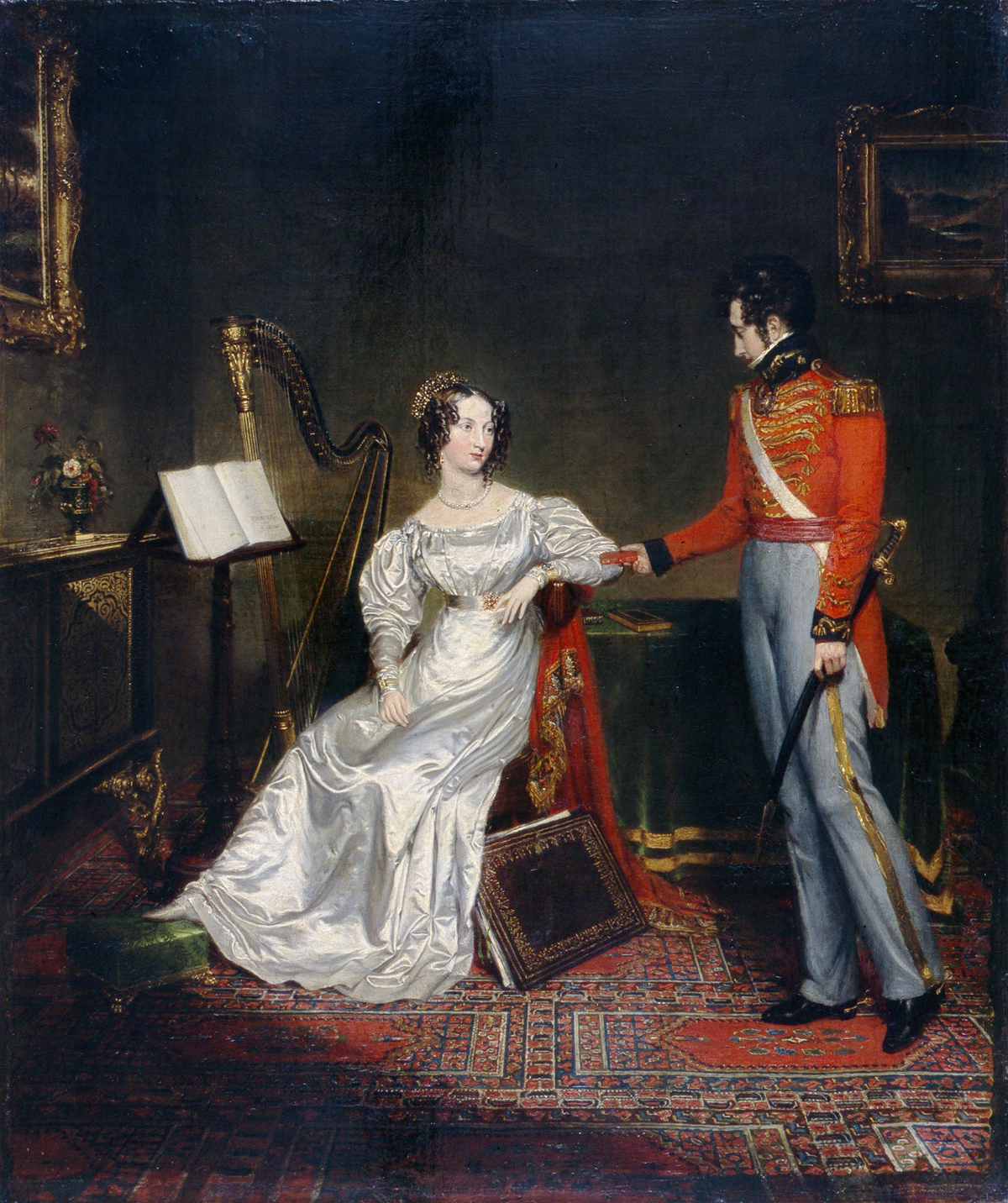
Leopoldo e Carlotta di Galles.

Nella primavera del 1814, Leopoldo accompagnò Alessandro I di Russia in Inghilterra dove incontrò la futura sposa, la principessa Carlotta di Galles, unica figlia legittima di Giorgio, principe di Galles, allora Principe reggente, poi Re di Gran Bretagna dal 1820 al 1830. Il principe Giorgio sperava che la figlia si sposasse con Guglielmo, principe d'Orange, ma Carlotta preferiva Leopoldo, della stessa idea era anche lo Zar il quale riteneva che un'unione personale tra la Gran Bretagna ed i Paesi Bassi avrebbe creato una superpotenza marittima che avrebbe dominato i mari. Leopoldo ricevette la cittadinanza britannica nel marzo 1815 e sposò Carlotta di Galles il 2 maggio 1816, a Charlton House a Londra. Lo stesso giorno, Leopoldo fu nominato Feldmaresciallo onorario e Cavaliere dell'Ordine della Giarrettiera. Il suocero Giorgio annunciò che Leopoldo sarebbe stato nominato Duca di Kendal, entrando così nella paria britannica, ma il tutto non accadde.

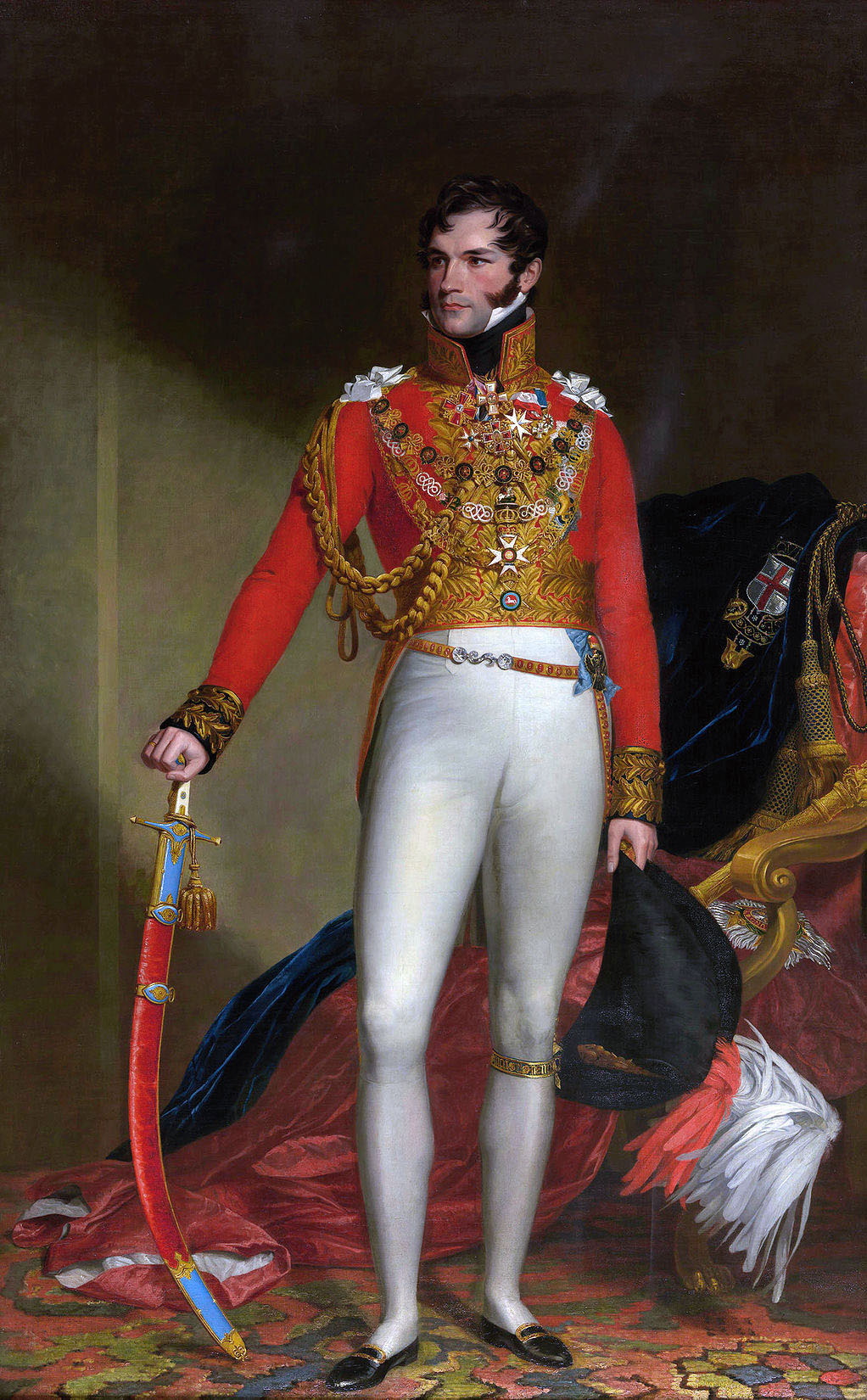
Leopoldo di Coburgo in uniforme di Feldmaresciallo del British Army.

Il 5 novembre 1817, la principessa Carlotta partorì un figlio nato morto. La stessa Carlotta però morì il giorno seguente. Se fosse sopravvissuta, la Principessa sarebbe diventata sovrana della Gran Bretagna, in quanto unica figlia legittima del padre Giorgio IV, e Leopoldo di conseguenza avrebbe assunto il ruolo di Principe consorte, titolo che assumerà poi il nipote Alberto nel 1840, in quanto marito della regina Vittoria. Nonostante la morte della moglie, il Principe reggente concesse a Leopoldo il titolo britannico di Altezza reale, con ordine del consiglio in data 6 aprile 1818. Secondo fonti contemporanee, Leopoldo fu devastato dalla morte della moglie; in onore della sua prima moglie, Leopoldo e la seconda moglie Luisa d'Orléans chiamarono la loro figlia Carlotta, che sarebbe poi diventata Imperatrice del Messico. Sebbene la moglie morì, Leopoldo continuò a vivere nel Regno Unito fino al 1831.

#### Nozze con Luisa d'Orléans

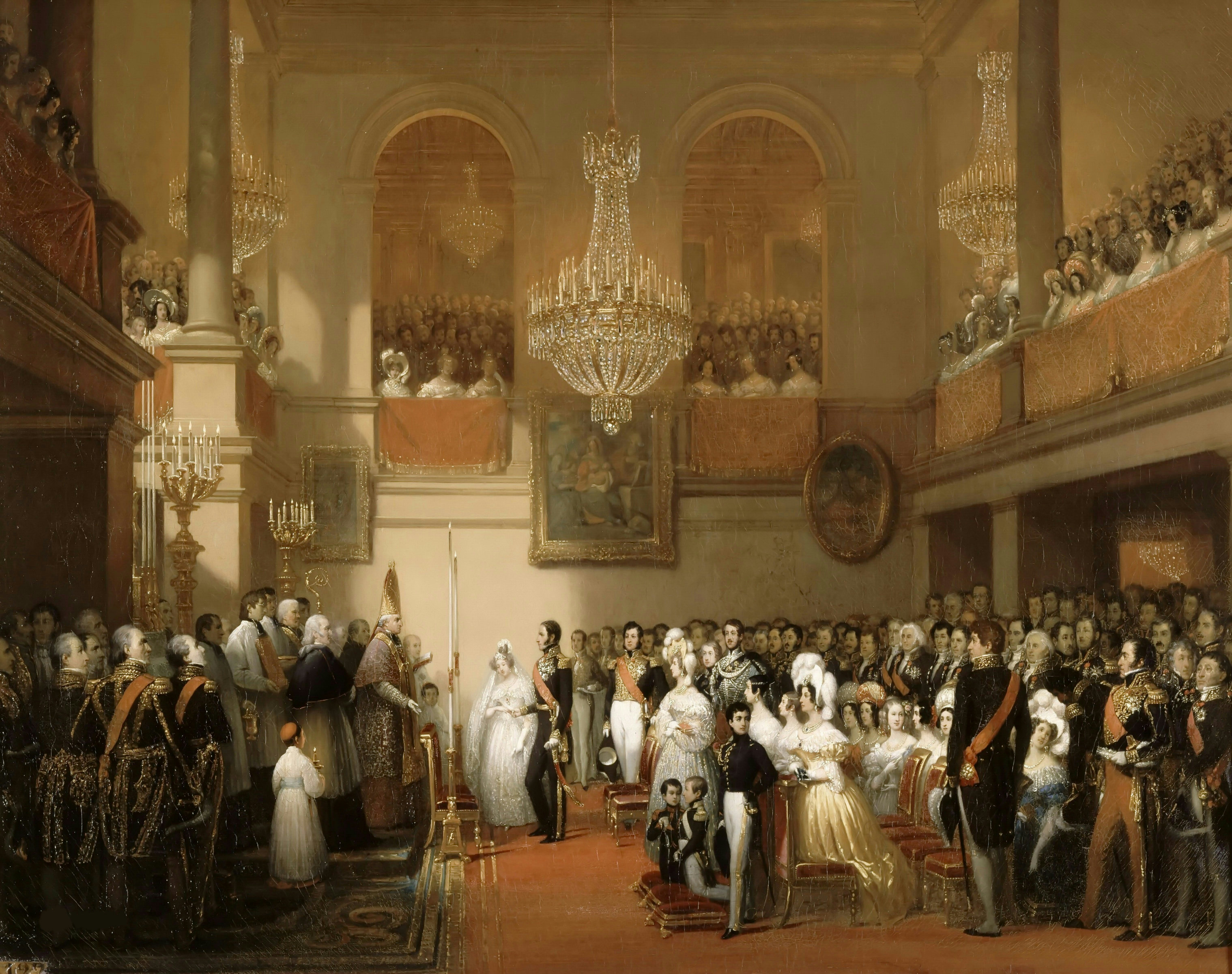
Dipinto delle nozze del re Leopoldo del Belgio con Luisa Maria d'Orléans.

Il 9 agosto 1832 Leopoldo sposò Luisa Maria d'Orléans, figlia del re Luigi Filippo di Francia e della moglie, Maria Amalia di Borbone delle Due Sicilie.  La regina Luisa Maria morì di tubercolosi l'11 ottobre 1850, all'età di 38 anni. La coppia ebbe cinque figli.

#### Relazioni con Bauer e Meyer
Leopoldo ebbe una relazione tra i 1828 ed il 1829 con l'attrice Caroline Bauer che, secondo quanto riportato, era una sosia della moglie defunta Carlotta. Nelle memorie pubblicate dopo la sua morte, Caroline affermò che lei e Leopoldo avevano avuto un matrimonio morganatico e che avevano fatto di Montgomery una contessa. Queste affermazioni furono confutate dal figlio del Barone Stockmar. Inoltre, non sono ancora stati scoperti documenti relativi a un matrimonio civile o religioso con l'attrice.
Quando già sedeva sul trono del Belgio, Leopoldo ebbe due figli, Giorgio e Arturo, dalla sua amante Arcadie Meyer (nata Claret). Giorgio Federico di Eppinghoven nacque nel 1849, e Arturo di Eppinghoven nacque nel 1852. Su richiesta di Leopoldo I, nel 1862, entrambi ereditarono il titolo nobiliare di Barone concesso dal duca Ernesto II di Sassonia-Coburgo-Gotha, suo nipote, poiché il Governo belga non intendeva riconoscere un titolo nobiliare ad hoc, per nobilitare l'amante del monarca.

### Re dei Belgi

#### Indipendenza del Belgio

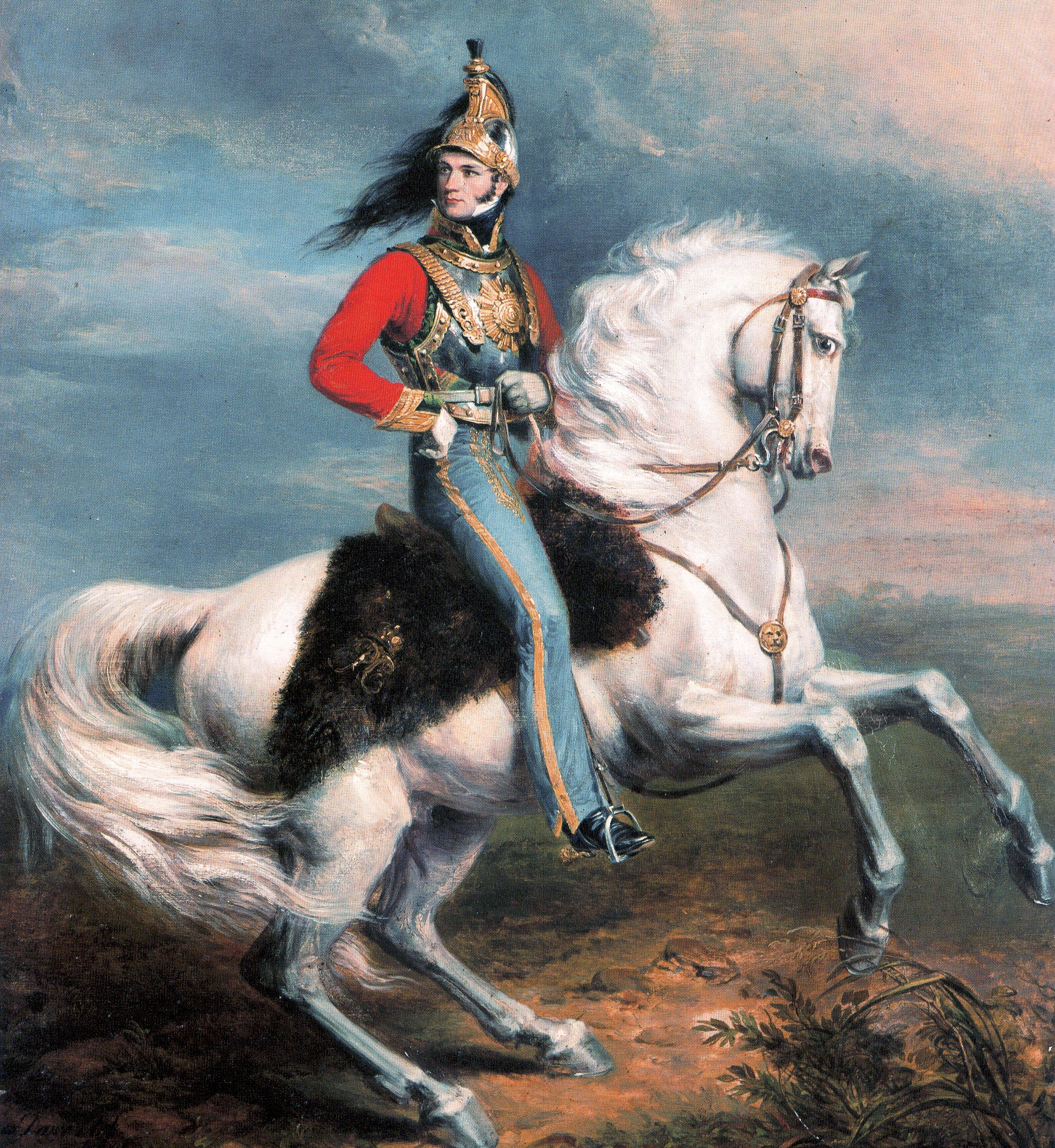
Ritratto equestre di Leopoldo.

Nel 1821 le etnie greche, supportate dalla Gran Bretagna e dalla Francia, si ribellarono all'Impero ottomano iniziando così la Guerra d'indipendenza greca; raggiunta l'autonomia, venne istituito inizialmente un regime repubblicano, Prima repubblica ellenica, per poi essere sostituito da uno monarchico, il Regno di Grecia, ciò implicava quindi trovare un possibile principe europeo che ascendesse al neo trono ellenico. Durante il suo soggiorno a Londra, Leopoldo incontrò alcuni delegati greci che offrirono al principe tedesco la corona greca: sebbene inizialmente volesse accettare il titolo di Re di Grecia, rifiutò il 17 maggio 1830, non avendo ottenuto dalle grandi potenze quelle precise garanzie di sostegno che considerava indispensabili. A salire sul trono della Grecia fu sempre un principe tedesco, Otto di Wittelsbach, figlio del re Ludovico I di Baviera, che detenne la corona greca dal 1832 al 1862, quando fu depodestato.

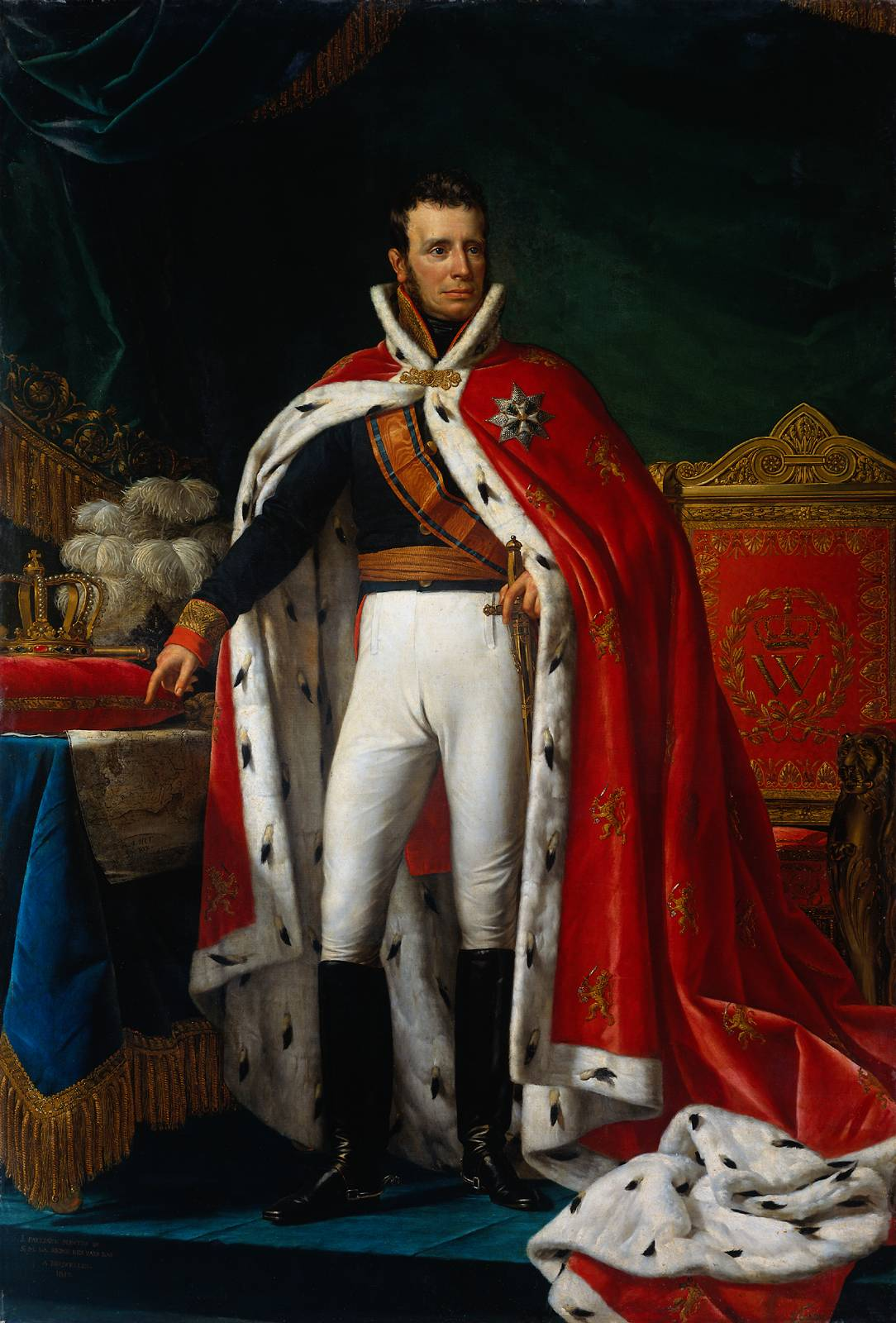
Guglielmo I dei Paesi Bassi.

Nel 1830 il Belgio, unito ai Paesi Bassi con il Congresso di Vienna e la Restaurazione, che combattendo una rivolta ottenne l'indipendenza dalla sovranità olandese. Cominciò così la ricerca del primo re belga: il Congresso nazionale belga prese in considerazione Leopoldo di Coburgo, ma fu costretto ad analizzare ulteriori candidati a seguito dell'opposizione della Francia. La stessa Francia e l'Inghilterra, con un protocollo firmato a Londra il 20 gennaio 1831, avevano fissato i confini del nuovo stato belga, ponendo il loro appoggio contro la minaccia olandese; Leopoldo tenendo conto delle esigenze delle due potenze protettrici, non accettò la corona offerta dopo l'adesione dell'Assemblea costituente belga al protocollo. Egli ottenne però, con i cosiddetti diciotto articoli, una estensione territoriale ai danni dell'Olanda e un riparto del debito pubblico comune favorevoli ai Belgi. Aveva appena prestato, il 12 luglio 1831, giuramento alla costituzione provvisoria votata dal Congresso quando fu costretto a invocare l'intervento militare della Francia per fermare l'invasione delle truppe olandesi. Il re Luigi Filippo inviò subito a Bruxelles il maresciallo Gérard con 50,000 uomini ma, per garantire al nuovo stato l'indipendenza e la neutralità arrestando l'avanzata dei Paesi Bassi, dovette accordarsi con l'Inghilterra per sostituire ai precedenti diciotto articoli un trattato di ventiquattro articoli che prevedeva la retrocessione alla casa d'Orange del Limburgo e la rinuncia del Belgio alle pretese sul Lussemburgo. Questi sacrifici non furono per il momento richiesti al re Leopoldo, giacché il Re d'Olanda rifiutò dal canto suo di accettare i ventiquattro articoli e la Francia mandò ancora una volta il Gérard a difendere il giovane regno, riuscendo finalmente nell'agosto 1832 a togliere agli Olandesi Anversa. 

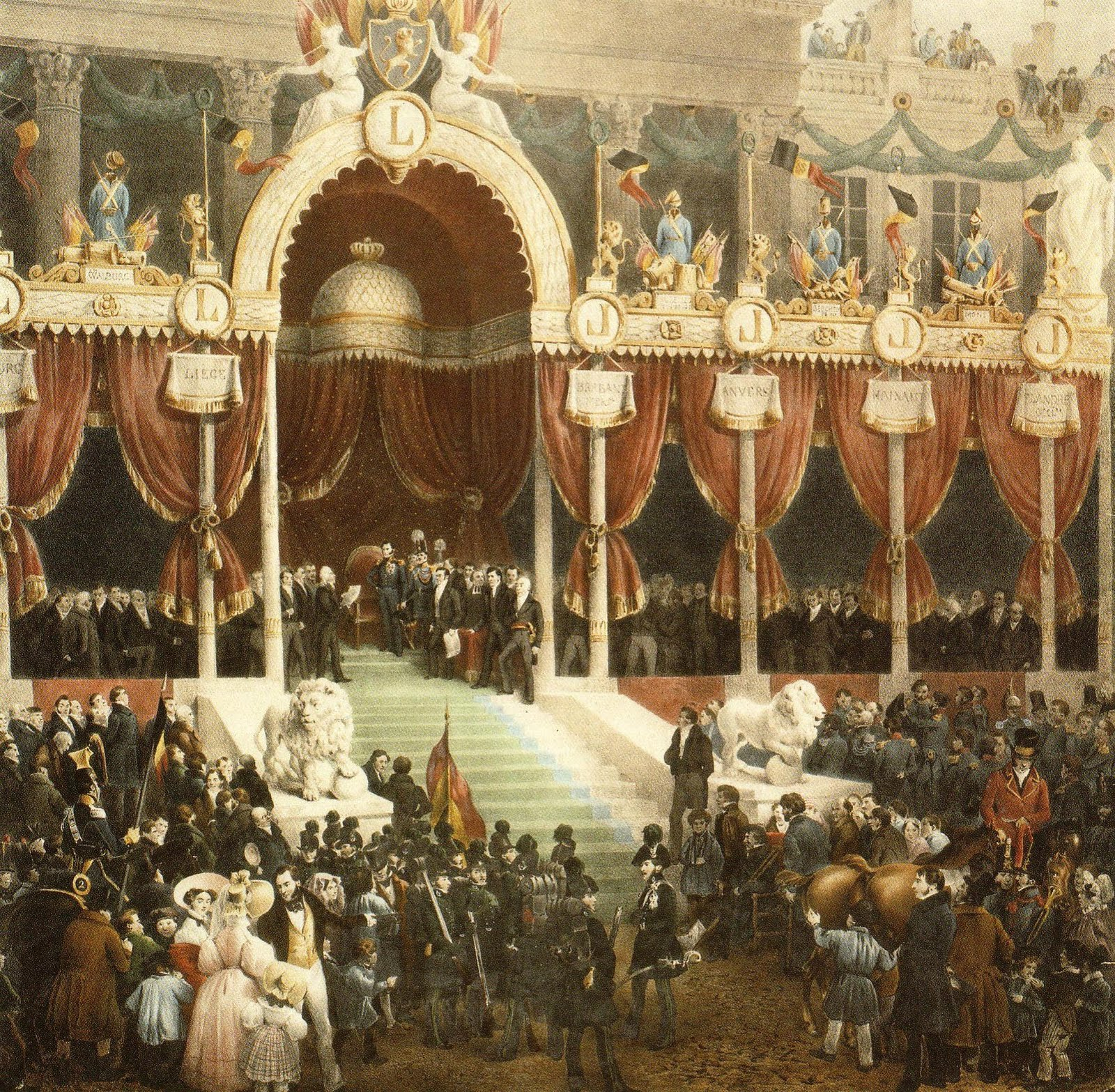
Dipinto del giuramento di Leopoldo I del Belgio, avvenuto il 21 luglio 1831.

Alla fine la corona belga venne comunque offerta a Leopoldo. Ricevette l'offerta formale di salire al trono belga il 22 aprile 1831. Dopo l'invito iniziale, accettò e l'incoronazione ebbe luogo il 21 luglio a Place Royale a Bruxelles. L'ascesa al trono è considerata il momento ufficiale in cui finì la rivoluzione e iniziò il Regno del Belgio, il quale ancora oggi celebra il 21 luglio come festa nazionale.

#### Ascesa al trono

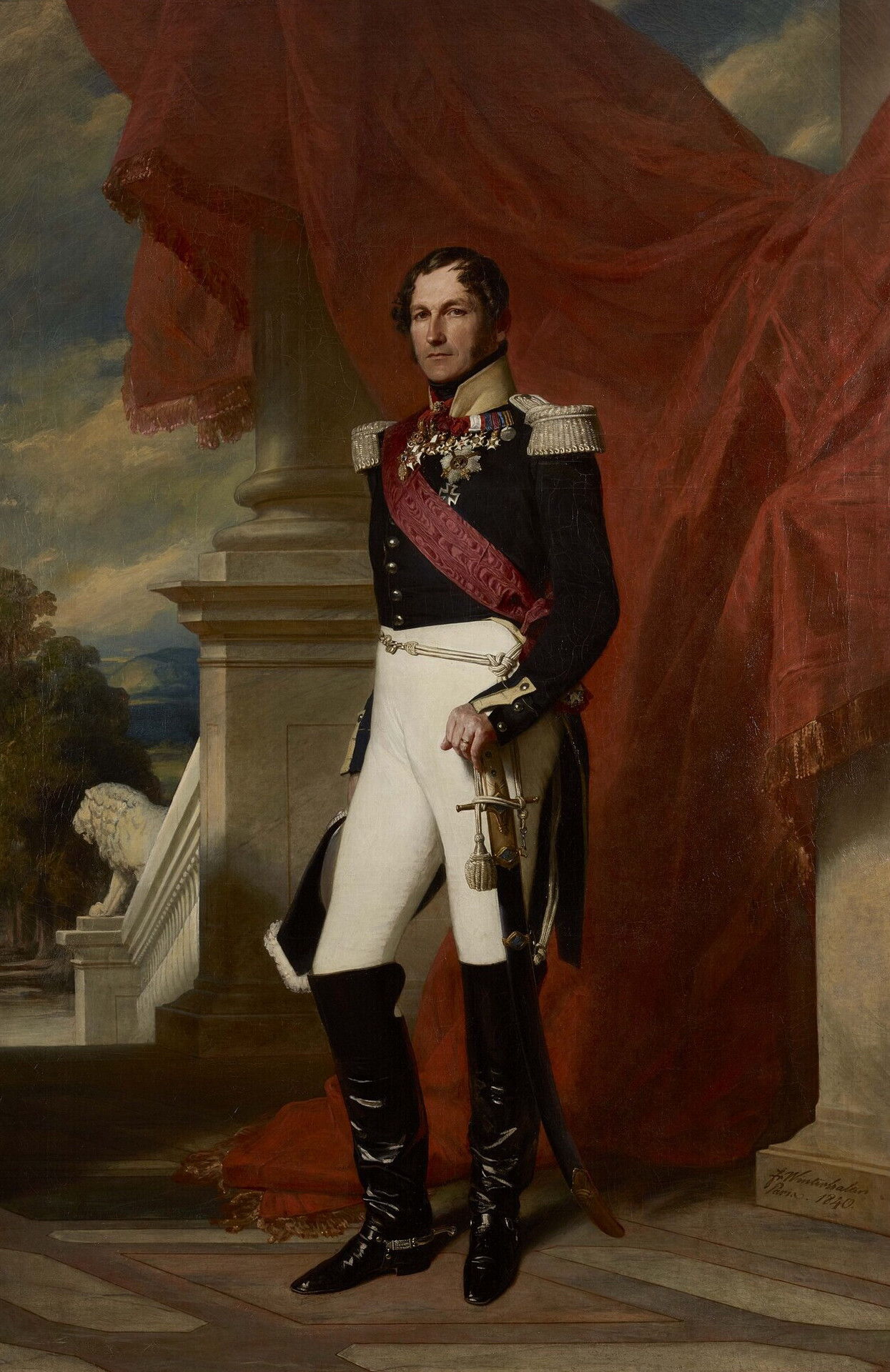
Ritratto di re Leopoldo I del Belgio di Franz Xaver Winterhalter, 1840

Il 21 luglio 1831, Leopoldo di Sassonia-Coburgo-Gotha divenne Leopoldo I del Belgio; Il 2 agosto, appena 12 giorni dopo la loro intronizzazione, i Paesi Bassi sferrarono un nuovo attacco al Belgio. La nuova nazione non riuscì a opporre molta resistenza e Leopoldo I fu costretto a chiedere aiuto alla Francia. Successivamente i francesi inviarono la Armée du Nord in Belgio, costringendo le forze olandesi a ritirarsi fino al confine prebellico. Le ostilità continuarono fino alla firma del Trattato di Londra, avvenuta nel 1839. Di fatto, una parte del Limburgo fu ceduta all'Olanda, il Lussemburgo fu perso ad eccezione di Arlon, l'Olanda ebbe il controllo delle foci della Schelda e riscuoteva un dazio sulle imbarcazioni che entravano in Belgio. Il re difese l'indipendenza del Belgio dagli intrighi della Prussia e dalle mire annessioniste della Francia, con la quale mantenne a lungo un'intesa grazie al suo matrimonio con Luisa d'Orléans, figlia del Re dei francesi, dalla quale ebbe quattro figli. Leopoldo I non era pienamente soddisfatto del potere che gli era stato concesso come monarca dalla costituzione e tentò di espanderlo ovunque la costituzione risultasse vaga. Durante il regno di Leopoldo I, la politica in Belgio era divisa tra liberali e cattolici. Re Leopoldo, che era protestante, aveva idee per lo più liberali, ma non desiderava presentarsi come un partigiano. Nel 1842 tentò senza successo di introdurre una legge che avrebbe reso illegale per donne e bambini il lavoro in determinati settori industriali. Fu uno dei primi monarchi in Europa a sostenere le ferrovie, difatti Il 5 maggio 1835 fu inaugurata la linea ferroviaria che collegava Bruxelles e Malines, che era uno dei più grandi sogni di re Leopoldo, ovvero quello di costruire la prima ferrovia nell'Europa continentale. Nel 1833 fu proclamata la nuova Costituzione e nel 1839, dopo l'accettazione da parte del Re d'Olanda dei 24 articoli, Leopoldo affrontò l'impopolarità, assumendosi la responsabilità d'applicare le gravose stipulazioni di quel patto. 

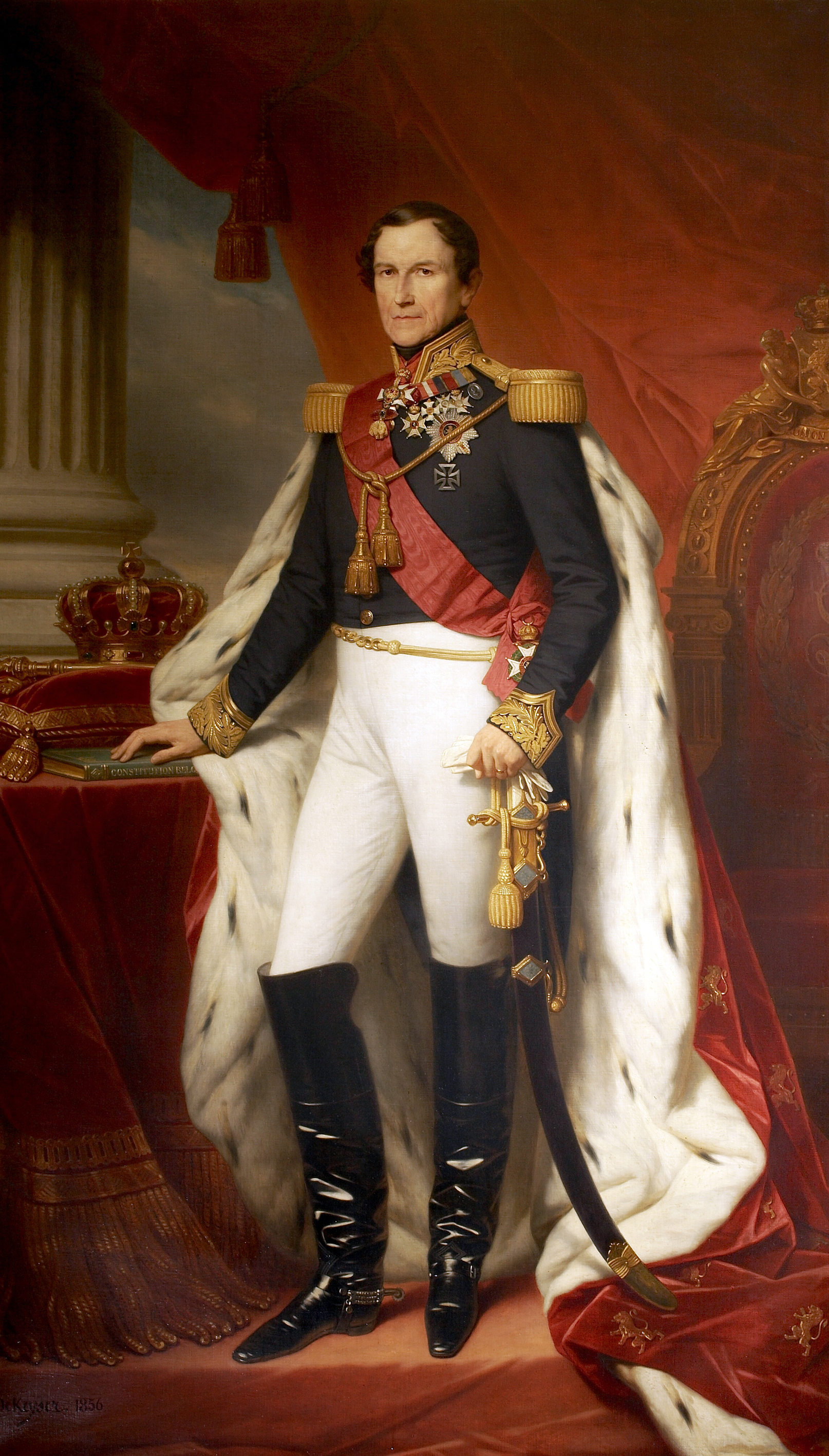
Leopoldo I, re dei Belgi, ritratto da Nicaise de Keyser

Monarca costituzionale, favorì l'unionismo, cioè l'accordo tra cattolici e liberali nei gabinetti ministeriali, azione che fallirà perché, nonostante l'opposizione, la monarchia diventerà chiaramente parlamentare. Ci sono due partiti estremisti: i liberali radicali, liberi pensatori, sostenitori del suffragio universale e delle riforme sociali, e i cattolici, conservatori, ultramontani, desiderosi di sottomettere lo Stato alla Chiesa. I primi vent'anni del regno furono caratterizzati da una grave crisi economica: l'industria e i trasporti progredirono lentamente, l'agricoltura ristagnava e le barriere doganali ostacolavano il commercio.  Intorno al 1850 la situazione migliorò grazie al libero scambio. Di fronte al malcontento sociale accentuato dalle macchine industriali, il Re Leopoldo voleva il benessere dei lavoratori, ma rifiutò la loro promozione sociale, cosa che li spinse a organizzarsi contro il potere. Il suo desiderio di guidare la Chiesa provocò l'opposizione dei vescovi e la nascita di un partito confessionale cattolico. Nel 1836 concesse maggiore autonomia politica alle grandi città e alle zone rurali. La coalizione terminò nel 1839 con la rimozione della pressione olandese attraverso il riconoscimento del regno belga da parte di Guglielmo I. Leopoldo firmò trattati commerciali con la Prussia (1844) e la Francia (1846) e mantenne una politica estera neutrale, in particolare durante la guerra di Crimea (1853-1856). 

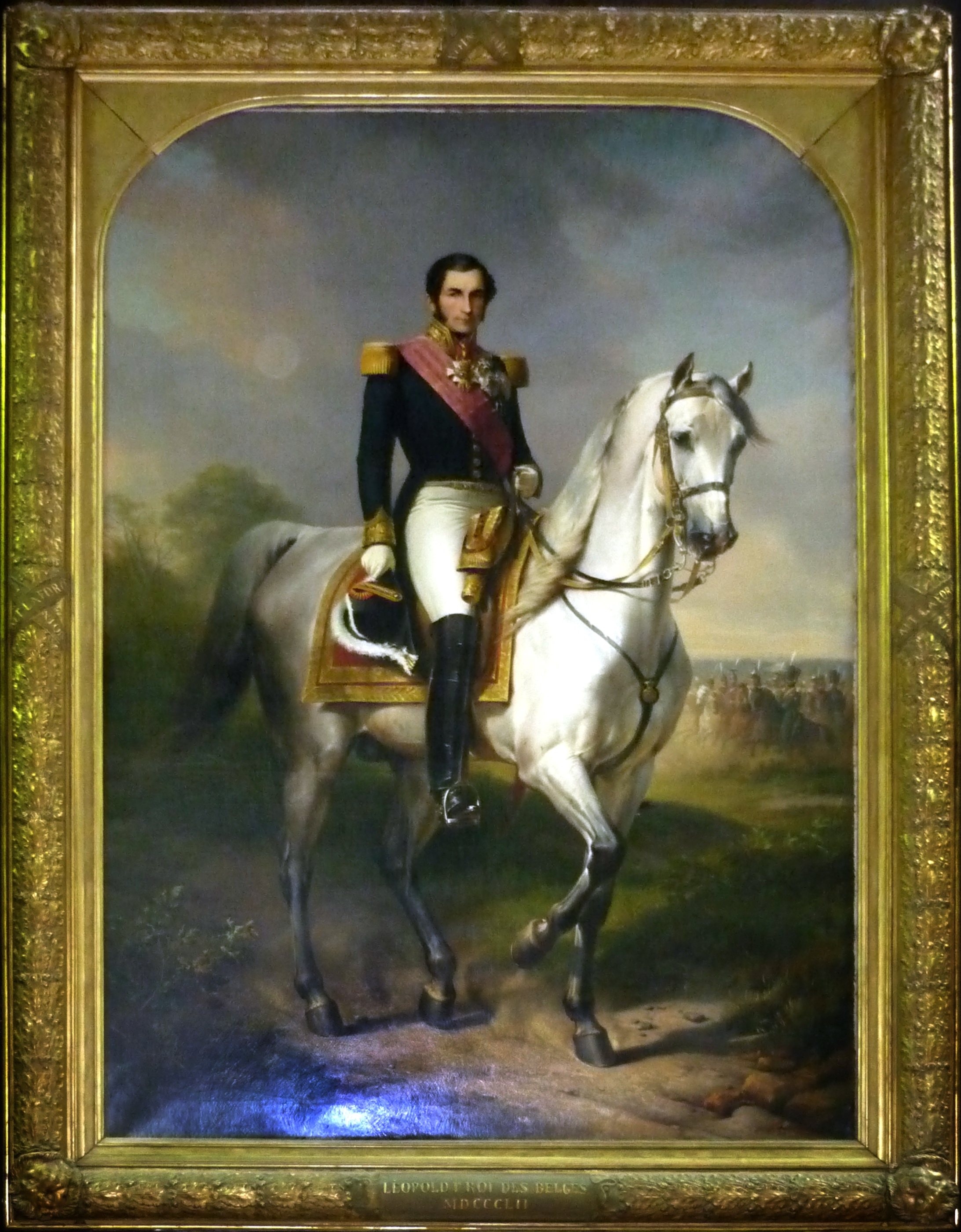
Leopoldo I del Belgio a cavallo.

Nel 1840, Leopoldo organizzò il matrimonio di sua nipote, la regina Vittoria, figlia di sua sorella Vittoria di Sassonia-Coburgo-Saalfeld, con suo nipote, il principe Alberto di Sassonia-Coburgo-Gotha, figlio di suo fratello Ernesto I, duca di Sassonia-Coburgo-Gotha. Già prima che lei salisse al trono, Leopoldo era consigliere dell'allora principessa Vittoria di Kent ed anche dopo la sua ascesa al trono, fu una delle persone che ebbero una grande influenza su di lei nei primi tempi del suo regno. Chiamando alternativamente al potere i capi della destra cattolica e della sinistra liberale, Leopoldo consolidò la sua autorità al disopra dei partiti. Alla vigilia della Rivoluzione del 1848 egli aveva affidato il governo al capo della sinistra Rogier che seppe salvaguardare la monarchia. Tra tutti i paesi vicini, le rivoluzioni del 1848 ebbero sul Belgio il minor impatto. Ciò fu dovuto in parte alle riforme economiche, che avevano iniziato a rivitalizzare l'economia. Durante tutto il suo regno, Leopoldo I cercò di mantenere la neutralità del Belgio; era imparentato con la maggior parte delle famiglie reali d'Europa ed era il monarca di una potenza neutrale e non minacciosa. Svolse il ruolo di mediatore in numerosi conflitti tra le grandi potenze, ricevendo il soprannome di "Nestore d'Europa". Leopoldo fu un abilissimo diplomatico, sfruttò il suo prestigio personale e le sue relazioni familiari per consolidare l'indipendenza belga contro le ambizioni prussiane e, in seguito, anche francesi (l'Imperatore Napoleone III di Francia a partire dal 1852, minacciava di annettere il Belgio alla Francia). 

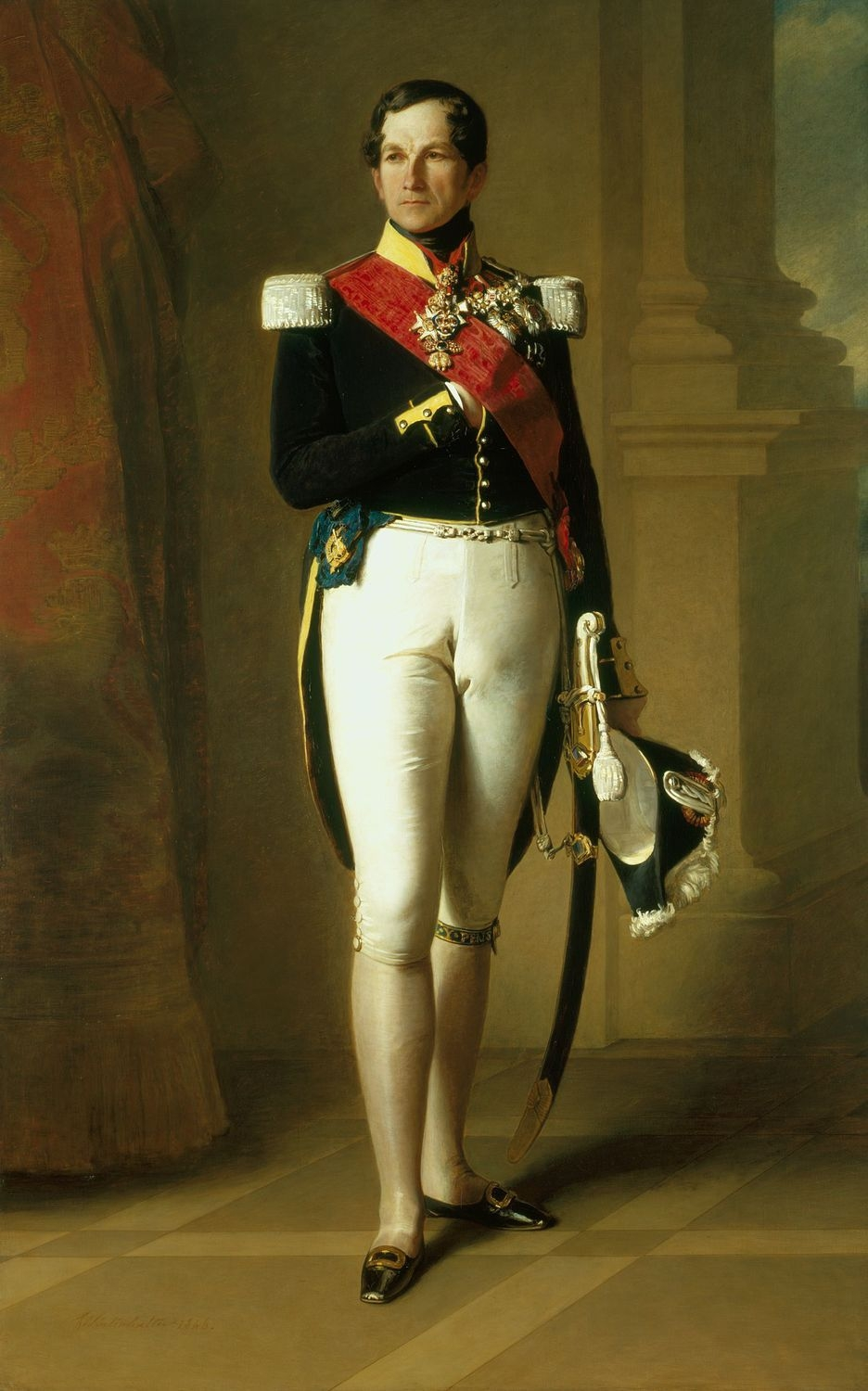
Ritratto del re Leopoldo I.

Aiutò anche a negoziare il matrimonio di sua figlia Carlotta con Massimiliano, arciduca d'Austria e in seguito Imperatore del Messico, nel 1857. L'influenza di Leopoldo diminuì con il crescente potere di Napoleone III e di Otto von Bismarck di Prussia. Dopo l'ascesa del terzo Bonaparte, re Leopoldo sponsorizzò una fortificazione dell'area di Anversa, completata nel 1868.
Leopoldo I del Belgio era noto per il suo amore per la musica ed era un abile violinista, che spesso intratteneva gli ospiti con le sue esibizioni. Nonostante fosse un monarca, Leopoldo era noto per la sua semplicità e accessibilità, si mescolava spesso con la gente comune e intratteneva con loro conversazioni informali. Era un appassionato collezionista d'arte e nutriva una grande sensibilità per le arti, tanto che durante il suo regno sostenne numerosi artisti e istituzioni culturali. Il sovrano belga era poliglotta e parlava fluentemente diverse lingue, tra cui il francese, il tedesco e l'inglese, il che lo aiutò nei suoi impegni diplomatici. Fu un sovrano progressista che sostenne l'istruzione e la modernizzazione in, contribuendo alla crescita e allo sviluppo del paese durante il suo regno.

### Morte

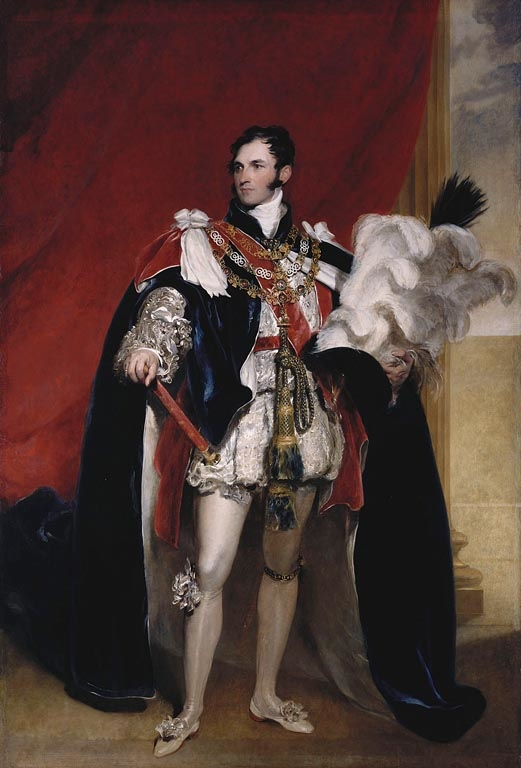
Re Leopoldo del Belgio nelle vesti di Cavaliere dell'Ordine della Giarrettiera.

Il 10 dicembre 1865, re Leopoldo I del Belgio morì a Laeken, vicino a Bruxelles, all'età di settantaquattro anni. I suoi funerali si tennero il 16 dicembre dello stesso anno, venendo sepolto nella Cripta reale della Chiesa di Notre-Dame de Laeken, accanto alla sua seconda moglie, Luisa morta nel 1850. A succedergli al trono fu il figlio Leopoldo II del Belgio, incoronato il 17 dicembre 1865. La dinastia da lui fondata, Sassonia-Coburgo-Gotha-Belgio, esiste ancora oggi e governa ancora il Regno del Belgio.

## Commemorazione
Un certo numero di navi della marina belga sono state nominate in suo onore, tra cui Leopoldo I, una fregata acquisita dal Belgio nel 2007. Il suo monogramma è raffigurato sulla bandiera della città fiamminga di Leopoldsburg. La sua figura è apparsa anche sui francobolli e sulle monete commemorative emesse dalla sua morte.

## Discendenza

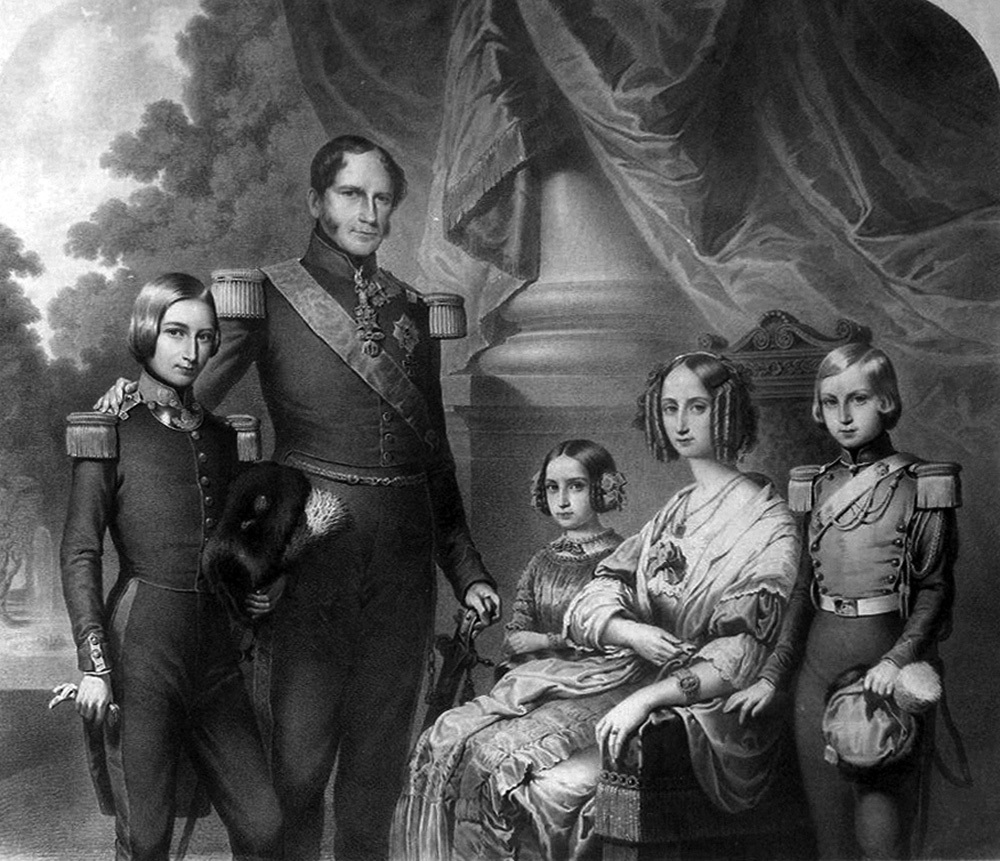
Leopoldo e Luisa assieme ai figli.

Da Carlotta Augusta del Galles, sua prima moglie, Leopoldo ebbe:
- un figlio (5 novembre 1817-5 novembre 1817), la cui nascita portò alla morte della principessa Carlotta.

Dal suo matrimonio con Luisa d'Orléans nacquero quattro figli:
- Luigi Filippo (24 luglio 1833-16 maggio 1834);
- Leopoldo (9 aprile 1835-17 dicembre 1909), sposò Maria Enrichetta d'Asburgo-Lorena;
- Filippo (24 marzo 1837-17 novembre 1905), sposò Maria, principessa di Hohenzollern-Sigmaringen;
- Carlotta Maria (7 giugno 1840-19 gennaio 1927), sposò Massimiliano d'Asburgo Lorena.

Dalla sua amante Arcadie Claret (1826-1897) il re ebbe inoltre altri due figli:
- Giorgio Federico di Eppinghoven (1849-1904);
- Arturo di Eppinghoven (1852-1940).

## Ascendenza
|                                                 |                                 |                                             | Genitori                                      |  |  | Nonni |  |  | Bisnonni                                      |  |  | Trisnonni                                     |  |
|                                                 |                                 |                                             |                                               |  |  |       |  |  | Francesco Giosea di Sassonia-Coburgo-Saalfeld |  |  | Giovanni Ernesto di Sassonia-Coburgo-Saalfeld |  |
|                                                 |                                 |                                             |                                               |  |  |       |  |  | Francesco Giosea di Sassonia-Coburgo-Saalfeld |  |  | Giovanni Ernesto di Sassonia-Coburgo-Saalfeld |  |
|                                                 |                                 | Carlotta Giovanna di Waldeck-Wildungen      |                                               |  |  |       |  |  | Francesco Giosea di Sassonia-Coburgo-Saalfeld |  |  |                                               |  |
| Ernesto Federico di Sassonia-Coburgo-Saalfeld   |                                 |                                             |                                               |  |  |       |  |  | Francesco Giosea di Sassonia-Coburgo-Saalfeld |  |  |                                               |  |
|                                                 |                                 | Anna Sofia di Schwarzburg-Rudolstadt        | Luigi Federico I di Schwarzburg-Rudolstadt    |  |  |       |  |  |                                               |  |  |                                               |  |
|                                                 |                                 | Anna Sofia di Schwarzburg-Rudolstadt        | Luigi Federico I di Schwarzburg-Rudolstadt    |  |  |       |  |  |                                               |  |  |                                               |  |
|                                                 |                                 | Anna Sofia di Schwarzburg-Rudolstadt        | Anna Sofia di Sassonia-Gotha-Altenburg        |  |  |       |  |  |                                               |  |  |                                               |  |
| Francesco Federico di Sassonia-Coburgo-Saalfeld |                                 | Anna Sofia di Schwarzburg-Rudolstadt        |                                               |  |  |       |  |  |                                               |  |  |                                               |  |
|                                                 |                                 | Ferdinando Alberto II di Brunswick-Lüneburg | Ferdinando Alberto I di Brunswick-Lüneburg    |  |  |       |  |  |                                               |  |  |                                               |  |
|                                                 |                                 | Ferdinando Alberto II di Brunswick-Lüneburg | Ferdinando Alberto I di Brunswick-Lüneburg    |  |  |       |  |  |                                               |  |  |                                               |  |
|                                                 |                                 | Ferdinando Alberto II di Brunswick-Lüneburg | Cristina d'Assia-Eschwege                     |  |  |       |  |  |                                               |  |  |                                               |  |
| Sofia Antonia di Brunswick-Wolfenbüttel         |                                 | Ferdinando Alberto II di Brunswick-Lüneburg |                                               |  |  |       |  |  |                                               |  |  |                                               |  |
|                                                 |                                 | Antonietta Amalia di Brunswick-Wolfenbüttel | Luigi Rodolfo di Brunswick-Lüneburg           |  |  |       |  |  |                                               |  |  |                                               |  |
|                                                 |                                 | Antonietta Amalia di Brunswick-Wolfenbüttel | Luigi Rodolfo di Brunswick-Lüneburg           |  |  |       |  |  |                                               |  |  |                                               |  |
|                                                 |                                 | Antonietta Amalia di Brunswick-Wolfenbüttel | Cristina Luisa di Oettingen-Oettingen         |  |  |       |  |  |                                               |  |  |                                               |  |
| Leopoldo I                                      |                                 | Antonietta Amalia di Brunswick-Wolfenbüttel |                                               |  |  |       |  |  |                                               |  |  |                                               |  |
|                                                 | Enrico XXIII di Reuss-Ebersdorf | Enrico X di Reuss-Lobenstein                |                                               |  |  |       |  |  |                                               |  |  |                                               |  |
|                                                 | Enrico XXIII di Reuss-Ebersdorf | Enrico X di Reuss-Lobenstein                |                                               |  |  |       |  |  |                                               |  |  |                                               |  |
|                                                 | Enrico XXIII di Reuss-Ebersdorf | Erdmuthe Benigna di Solms-Laubach           |                                               |  |  |       |  |  |                                               |  |  |                                               |  |
| Enrico XXIV di Reuss-Ebersdorf                  | Enrico XXIII di Reuss-Ebersdorf |                                             |                                               |  |  |       |  |  |                                               |  |  |                                               |  |
|                                                 |                                 | Sofia Teodora di Castell-Remlingen          | Wolfgang Dietrich di Castell-Castell          |  |  |       |  |  |                                               |  |  |                                               |  |
|                                                 |                                 | Sofia Teodora di Castell-Remlingen          | Wolfgang Dietrich di Castell-Castell          |  |  |       |  |  |                                               |  |  |                                               |  |
|                                                 |                                 | Sofia Teodora di Castell-Remlingen          | Dorotea Renata di Sinzendorf                  |  |  |       |  |  |                                               |  |  |                                               |  |
| Augusta di Reuss-Ebersdorf                      |                                 | Sofia Teodora di Castell-Remlingen          |                                               |  |  |       |  |  |                                               |  |  |                                               |  |
|                                                 |                                 | Giorgio Augusto di Erbach-Schönberg         | Giorgio Alberto II di Erbach-Fürstenau        |  |  |       |  |  |                                               |  |  |                                               |  |
|                                                 |                                 | Giorgio Augusto di Erbach-Schönberg         | Giorgio Alberto II di Erbach-Fürstenau        |  |  |       |  |  |                                               |  |  |                                               |  |
|                                                 |                                 | Giorgio Augusto di Erbach-Schönberg         | Anna Dorotea Cristina di Hohenlohe-Waldenburg |  |  |       |  |  |                                               |  |  |                                               |  |
| Carolina Ernestina di Erbach-Schönberg          |                                 | Giorgio Augusto di Erbach-Schönberg         |                                               |  |  |       |  |  |                                               |  |  |                                               |  |
|                                                 |                                 | Ferdinanda Enrichetta di Stolberg-Gedern    | Ludovico Cristiano di Stolberg-Gedern         |  |  |       |  |  |                                               |  |  |                                               |  |
|                                                 |                                 | Ferdinanda Enrichetta di Stolberg-Gedern    | Ludovico Cristiano di Stolberg-Gedern         |  |  |       |  |  |                                               |  |  |                                               |  |
|                                                 |                                 | Ferdinanda Enrichetta di Stolberg-Gedern    | Cristina di Meclemburgo-Güstrow               |  |  |       |  |  |                                               |  |  |                                               |  |
|                                                 |                                 | Ferdinanda Enrichetta di Stolberg-Gedern    |                                               |  |  |       |  |  |                                               |  |  |                                               |  |

### Ascendenza patrilineare
1. Dedi di Hassegau (?)
2. Teodorico I di Liesgau (+ 976)
3. Dedi I (+ 1009), conte di Merseburgo
4. Teodorico II di Wettin (989 ca.-1034), margravio della Bassa Lusazia
5. Thimo di Wettin, (1010 circa-1090/1091 o 1100 circa) conte di Wettin e Brehna
6. Corrado il Grande (1097 circa-1157), margravio di Meißen
7. Ottone II di Meißen (1125-1190), margravio di Meißen
8. Teodorico I di Meißen (1162-1221), margravio di Meißen
9. Enrico III di Meißen (1218-1288), margravio di Meißen e langravio di Turingia
10. Alberto II di Meißen (1240-1314), margravio di Meißen, langravio di Turingia e conte palatino di Sassonia
11. Federico I di Meißen (1257-1323), margravio di Meißen e langravio di Turingia
12. Federico II di Meißen (1310-1349), margravio di Meißen
13. Federico III di Meißen (1332-1381), langravio di Turingia e margravio di Meißen
14. Federico I di Sassonia (1370-1428), marchese di Meißen, langravio di Turingia e principe elettore di Sassonia
15. Federico II di Sassonia (1412-1464), principe elettore di Sassonia, marchese di Meißen e conte di Turingia
16. Ernesto di Sassonia (1441-1486), principe elettore di Sassonia
17. Giovanni di Sassonia (1468-1532), principe elettore di Sassonia
18. Giovanni Federico I, elettore di Sassonia (1503-1554)
19. Giovanni Guglielmo, duca di Sassonia-Weimar (1530 – 1573)
20. Giovanni di Sassonia-Weimar (1570-1605), duca di Sassonia-Weimar e di Jena
21. Ernesto I di Sassonia-Gotha-Altenburg (1601-1675), duca di Sassonia-Gotha e duca di Sassonia-Altenburg
22. Giovanni Ernesto di Sassonia-Coburgo-Saalfeld (1658 – 1729), duca di Sassonia-Coburgo-Saalfeld
23. Francesco Giosea, duca di Sassonia-Coburgo-Saalfeld (1697-1764)
24. Ernesto Federico, duca di Sassonia-Coburgo-Saalfeld (1724-1800)
25. Francesco, duca di Sassonia-Coburgo-Saalfeld (1750-1806)
26. Leopoldo I del Belgio (1790-1865), Re del Belgio

## Titoli e trattamento
- 16 dicembre 1790 – 12 novembre 1826: Sua Altezza Serenissima, il principe Leopoldo di Sassonia-Coburgo-Saalfeld, duca di Sassonia
- 6 aprile 1818 – 12 novembre 1826 (nel Regno Unito): Sua Altezza Reale, il principe Leopoldo di Sassonia-Coburgo-Saalfeld, duca di Sassonia
- 12 novembre 1826 – 21 luglio 1831: Sua Altezza Serenissima, il principe Leopoldo di Sassonia-Coburgo-Gotha, duca di Sassonia
- 21 luglio 1831 – 10 dicembre 1865: Sua Maestà, il Re dei Belgi

## Onorificenze

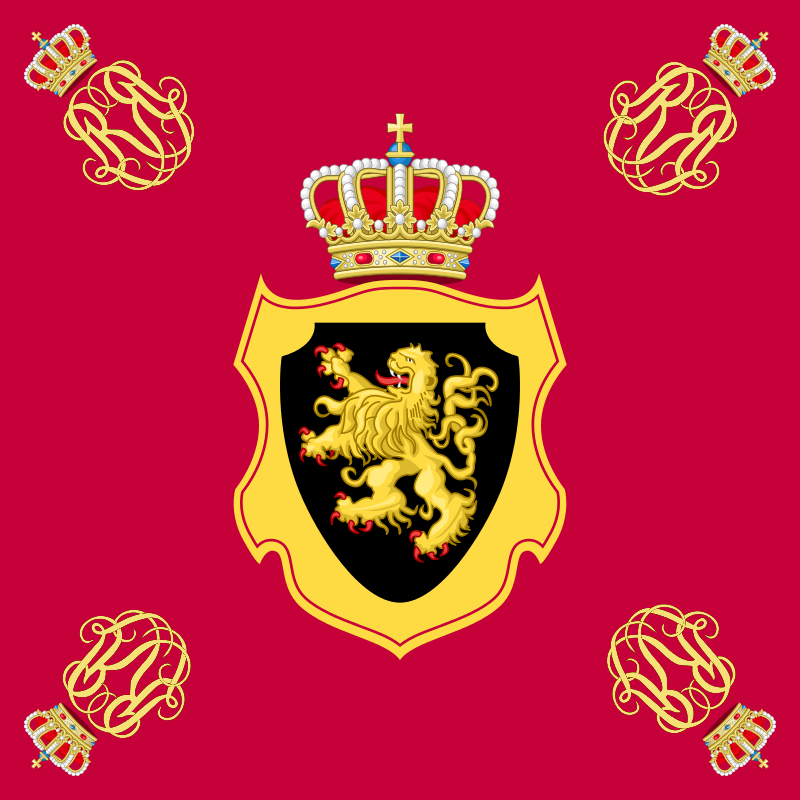
Stendardo reale di Leopoldo I.